# 平井站 (東京都)

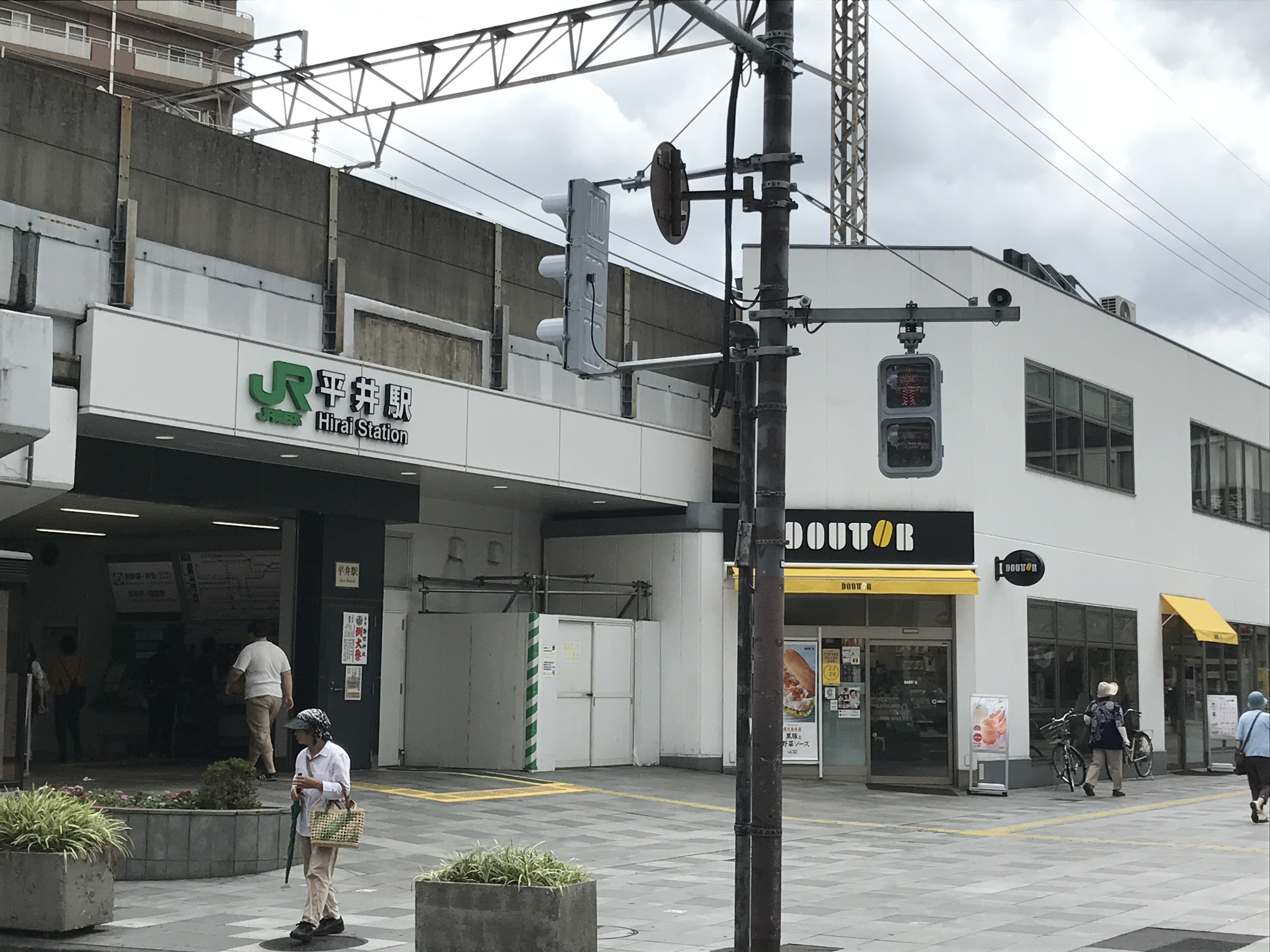
北口（2017年8月）

平井站（日语：／ Hirai eki */?）是位於日本東京都江戶川區平井三丁目，屬於東日本旅客鐵道（JR東日本）總武本線的鐵路車站。車站編號是JB 24。
此站只有行走緩行線的中央·總武線各站停車停靠。依據特定都區市內，本站屬於「東京都區內」。

## 歷史
- 1895年（明治28年）9月21日－總武鐵道津田沼站開業，兼營客貨運業務。
- 1907年（明治40年）9月1日－總武鐵道被國有化，成為日本國有鐵道車站。
- 1987年（昭和62年）4月1日－國鐵分割民營化，本站由JR東日本接手管理。
- 2001年（平成13年）11月18日－智能卡系統Suica正式投入服務。

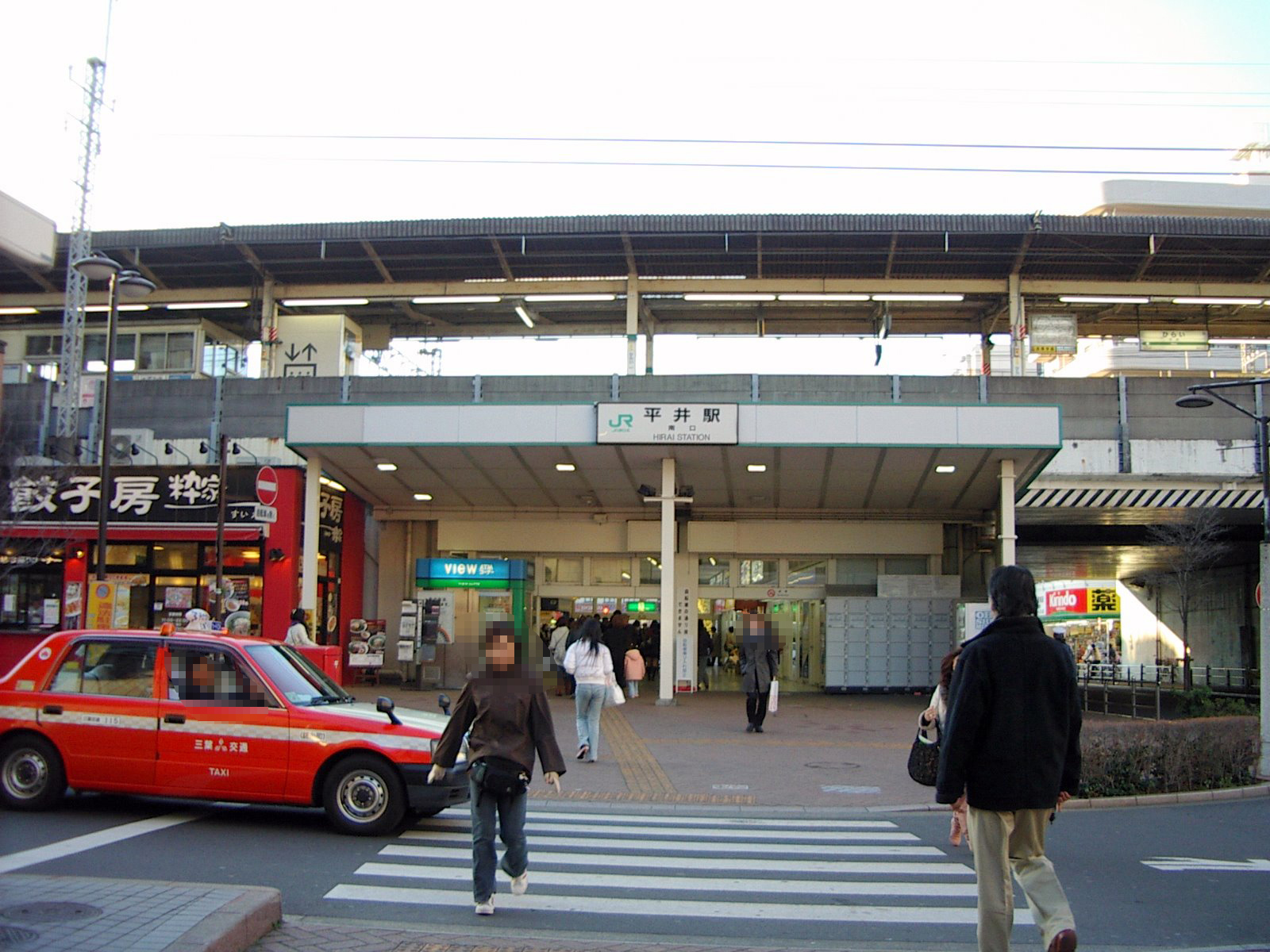
改善前的平井站
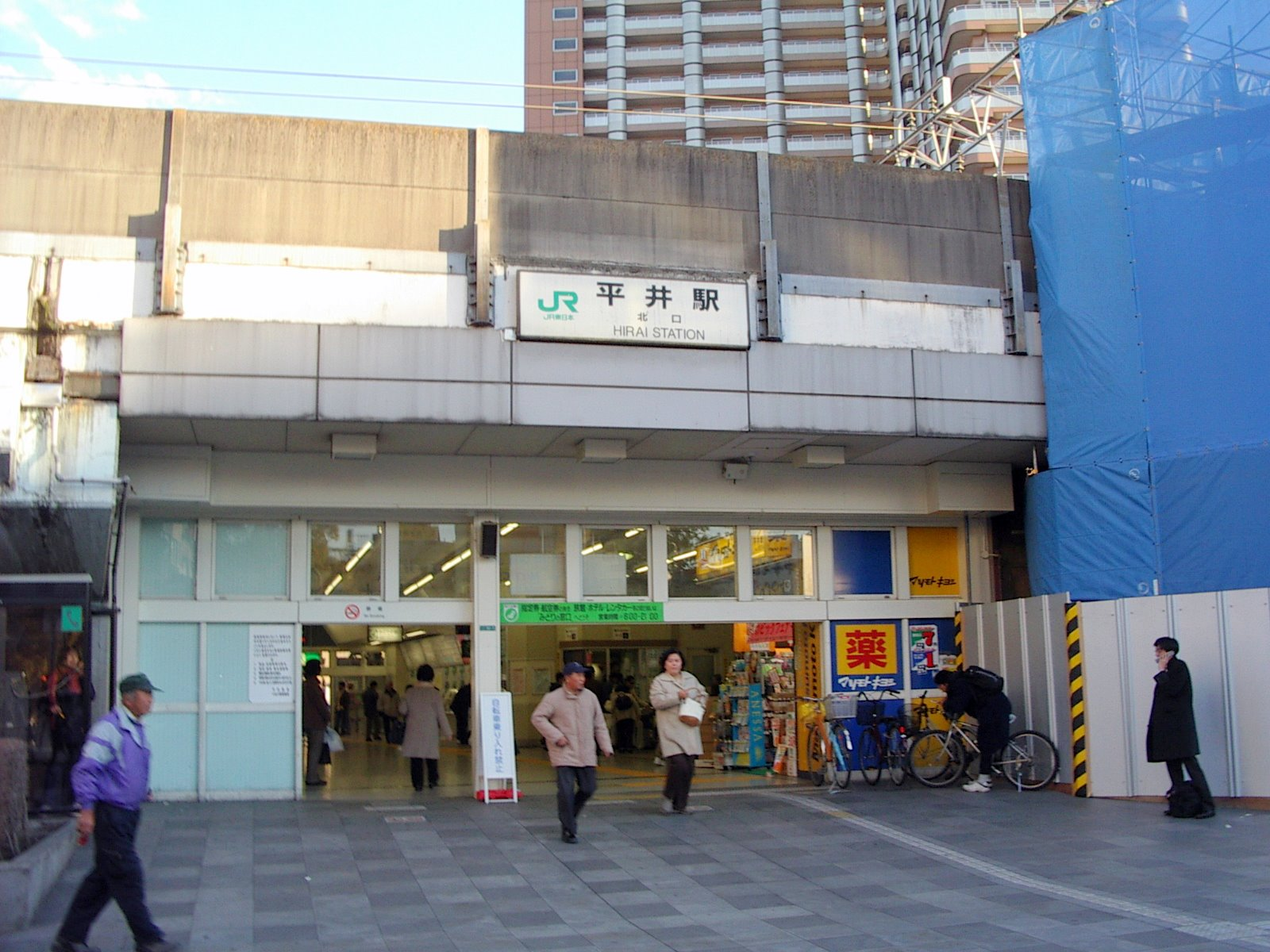
改善前的平井站

## 車站構造
島式月台1面2線之高架車站。站舍有北口與南口。車站在構造上設有1個閘口。

### 月台配置
| 月台 | 路線               | 方向 | 目的地                       |
| ---- | ------------------ | ---- | ---------------------------- |
| 1    | 總武線（各站停車） | 西行 | 秋葉原、新宿、中野方向       |
| 2    | 總武線（各站停車） | 東行 | 新小岩、市川、船橋、千葉方向 |

（來源：JR東日本:車站構內圖 （页面存档备份，存于））

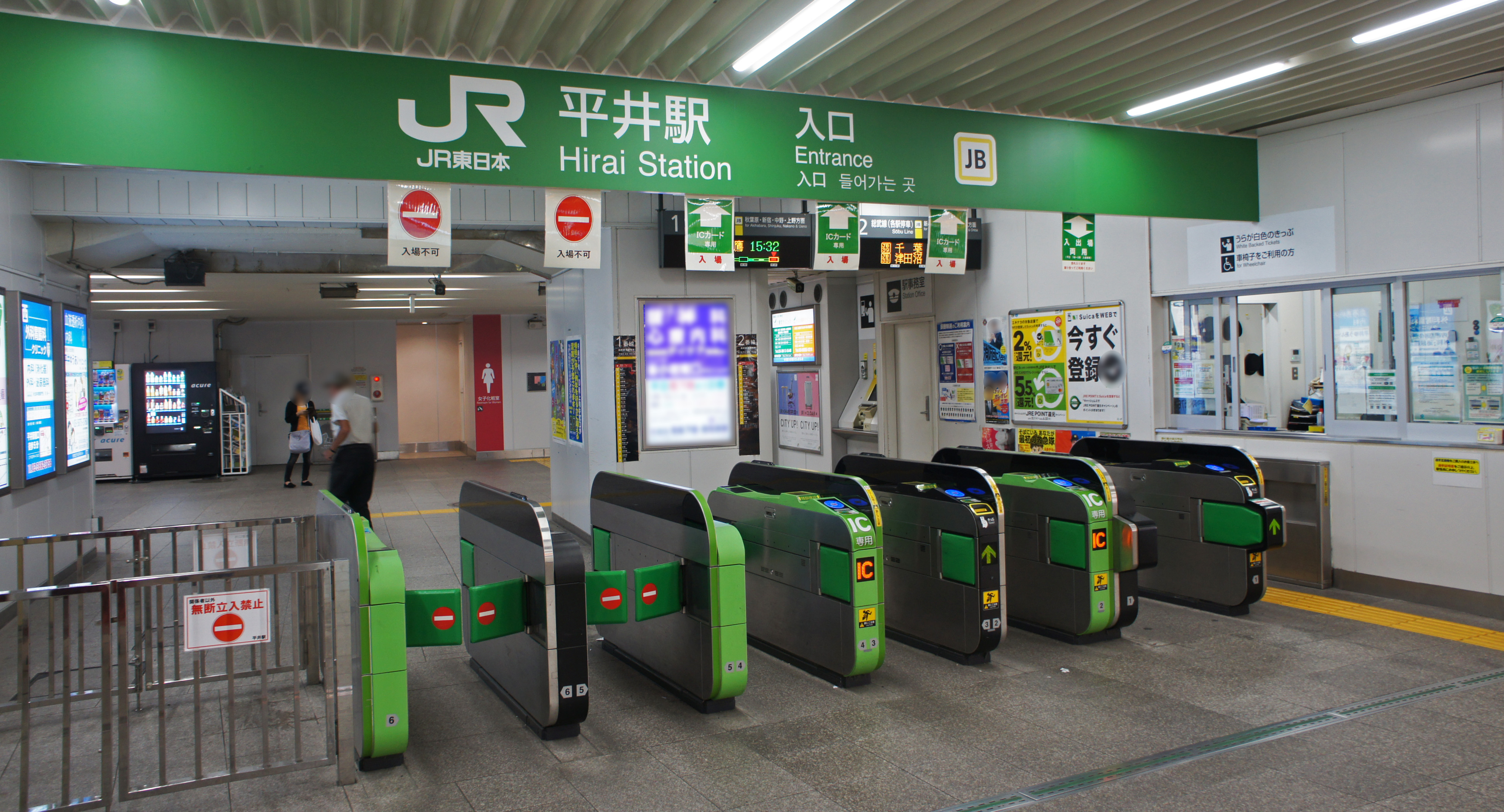
閘口（2019年9月）
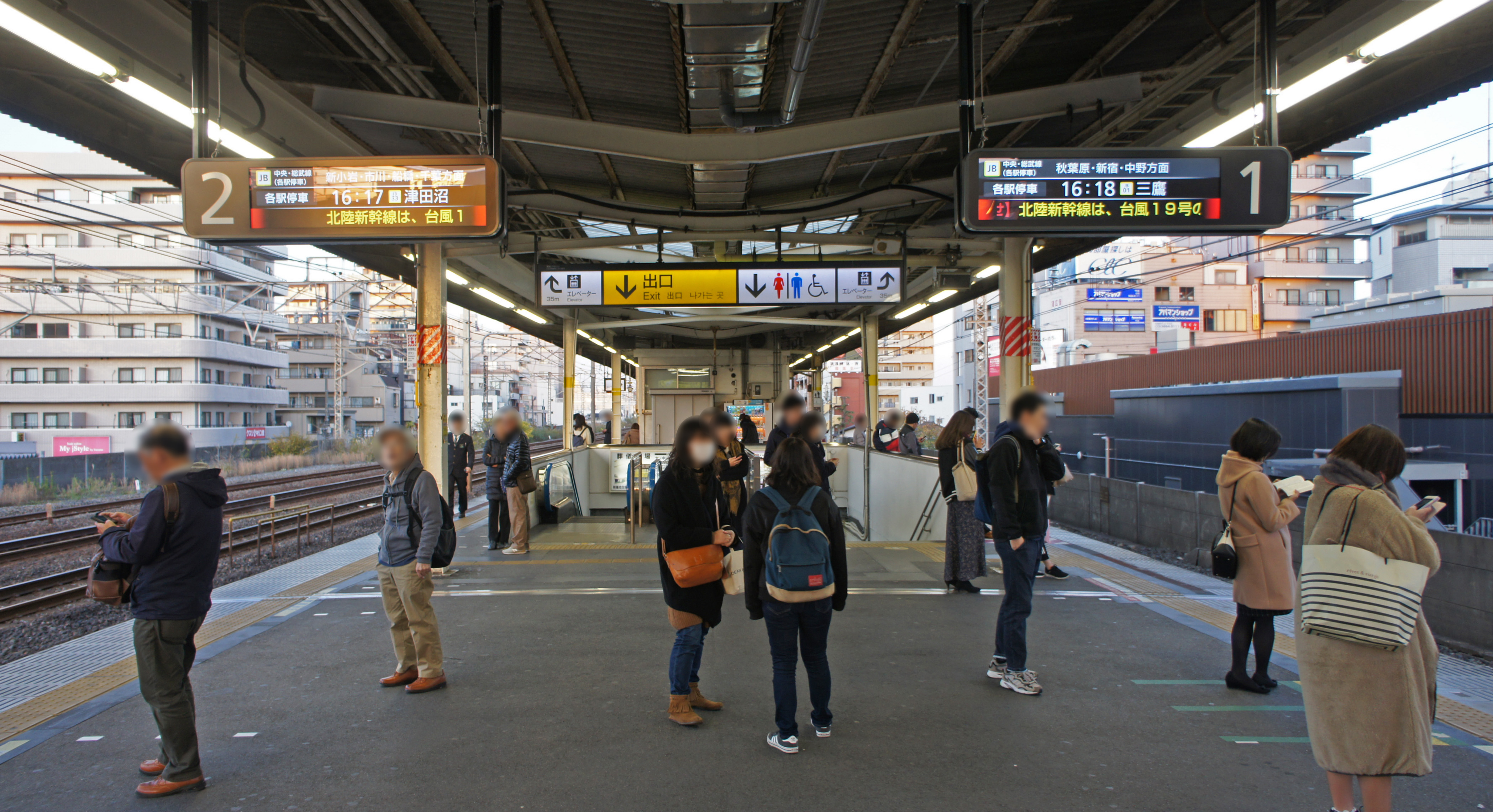
月台（2019年11月）

## 利用狀況
2019年（令和元年）度1日平均上車人次為33,436人。
近年的推移如下表。
| 年度               | 1日平均 上車人次 | 來源     |
| ------------------ | ---------------- | -------- |
| 1990年（平成02年） | 31,474           | [ * 1 ]  |
| 1991年（平成03年） | 31,754           | [ * 2 ]  |
| 1992年（平成04年） | 31,605           | [ * 3 ]  |
| 1993年（平成05年） | 31,104           | [ * 4 ]  |
| 1994年（平成06年） | 30,759           | [ * 5 ]  |
| 1995年（平成07年） | 30,557           | [ * 6 ]  |
| 1996年（平成08年） | 30,710           | [ * 7 ]  |
| 1997年（平成09年） | 30,143           | [ * 8 ]  |
| 1998年（平成10年） | 30,099           | [ * 9 ]  |
| 1999年（平成11年） | 29,896           | [ * 10 ] |
| 2000年（平成12年） | 30,110           | [ * 11 ] |
| 2001年（平成13年） | 30,368           | [ * 12 ] |
| 2002年（平成14年） | 30,538           | [ * 13 ] |
| 2003年（平成15年） | 30,595           | [ * 14 ] |
| 2004年（平成16年） | 30,103           | [ * 15 ] |
| 2005年（平成17年） | 29,752           | [ * 16 ] |
| 2006年（平成18年） | 30,080           | [ * 17 ] |
| 2007年（平成19年） | 29,995           | [ * 18 ] |
| 2008年（平成20年） | 30,149           | [ * 19 ] |
| 2009年（平成21年） | 30,823           | [ * 20 ] |
| 2010年（平成22年） | 31,198           | [ * 21 ] |
| 2011年（平成23年） | 30,874           | [ * 22 ] |
| 2012年（平成24年） | 31,088           | [ * 23 ] |
| 2013年（平成25年） | 31,478           | [ * 24 ] |
| 2014年（平成26年） | 31,444           | [ * 25 ] |
| 2015年（平成27年） | 32,116           | [ * 26 ] |
| 2016年（平成28年） | 32,739           | [ * 27 ] |
| 2017年（平成29年） | 33,302           | [ * 28 ] |
| 2018年（平成30年） | 33,679           | [ * 29 ] |
| 2019年（令和元年） | 33,436           |          |

## 鄰近建築
- 江戶川競艇場
- 目黄不動尊
- 平井發着場

### 北口
- 平井站前
  - 都營巴士
  - 1番乗場
    - <上23> 上野松坂屋前（經十間橋）
    - <上23> 上野松坂屋前（經押上站）
    - <上23折返，平28> 平井操車所
    - <上23出入> 青戶車庫前（經平井七丁目北公園前）

  - 2番乗場
    - <平23> 葛西站前（經京葉交差点）
    - <平28> 東大島站前

  - ガード内乗り場
    - <艇10> 江戶川競艇場

## 相鄰車站
東日本旅客鐵道
 總武線（各站停車）
龜戶（JB 23）－平井（JB 24）－新小岩（JB 25）

### 利用狀況
1. ↑  東京都統計年鑑 （页面存档备份，存于） - 東京都
2. ↑  統計江戸川 （页面存档备份，存于） - 江戸川区

JR東日本2000年度以後的上車人次
1. ↑  各駅の乗車人員（2000年度） （页面存档备份，存于） - JR東日本
2. ↑  各駅の乗車人員（2001年度） （页面存档备份，存于） - JR東日本
3. ↑  各駅の乗車人員（2002年度） （页面存档备份，存于） - JR東日本
4. ↑  各駅の乗車人員（2003年度） （页面存档备份，存于） - JR東日本
5. ↑  各駅の乗車人員（2004年度） （页面存档备份，存于） - JR東日本
6. ↑  各駅の乗車人員（2005年度） （页面存档备份，存于） - JR東日本
7. ↑  各駅の乗車人員（2006年度） （页面存档备份，存于） - JR東日本
8. ↑  各駅の乗車人員（2007年度） （页面存档备份，存于） - JR東日本
9. ↑  各駅の乗車人員（2008年度） （页面存档备份，存于） - JR東日本
10. ↑  各駅の乗車人員（2009年度） （页面存档备份，存于） - JR東日本
11. ↑  各駅の乗車人員（2010年度） （页面存档备份，存于） - JR東日本
12. ↑  各駅の乗車人員（2011年度） （页面存档备份，存于） - JR東日本
13. ↑  各駅の乗車人員（2012年度） （页面存档备份，存于） - JR東日本
14. ↑  各駅の乗車人員（2013年度） （页面存档备份，存于） - JR東日本
15. ↑  各駅の乗車人員（2014年度） （页面存档备份，存于） - JR東日本
16. ↑  各駅の乗車人員（2015年度） （页面存档备份，存于） - JR東日本
17. ↑  各駅の乗車人員（2016年度） （页面存档备份，存于） - JR東日本
18. ↑  各駅の乗車人員（2017年度） （页面存档备份，存于） - JR東日本
19. ↑  各駅の乗車人員（2018年度） （页面存档备份，存于） - JR東日本
20. ↑  各駅の乗車人員（2019年度） （页面存档备份，存于） - JR東日本

東京都統計年鑑
1. ↑  .   [2020-07-28]. （原始内容存档于2016-03-05）.
2. ↑  .   [2020-07-28]. （原始内容存档于2016-03-05）.
3. ↑  .   [2017-12-04]. （原始内容存档于2013-08-15）.
4. ↑  .   [2017-12-04]. （原始内容存档于2013-02-03）.
5. ↑  .   [2017-12-04]. （原始内容存档于2013-02-03）.
6. ↑  .   [2017-12-04]. （原始内容存档于2013-02-03）.
7. ↑  .   [2017-12-04]. （原始内容存档于2013-02-03）.
8. ↑  .   [2017-12-04]. （原始内容存档于2016-03-04）.
9. ↑  東京都統計年鑑（平成10年）PDF
10. ↑  東京都統計年鑑（平成11年）PDF
11. ↑  .   [2017-12-04]. （原始内容存档于2016-03-04）.
12. ↑  .   [2017-12-04]. （原始内容存档于2016-03-04）.
13. ↑  .   [2020-07-28]. （原始内容存档于2017-07-29）.
14. ↑  .   [2020-07-28]. （原始内容存档于2017-07-29）.
15. ↑  .   [2020-07-28]. （原始内容存档于2017-07-29）.
16. ↑  .   [2020-07-28]. （原始内容存档于2017-07-29）.
17. ↑  .   [2020-07-28]. （原始内容存档于2017-07-29）.
18. ↑  .   [2020-07-28]. （原始内容存档于2017-07-29）.
19. ↑  .   [2020-07-28]. （原始内容存档于2017-07-29）.
20. ↑  .   [2017-12-04]. （原始内容存档于2016-03-26）.
21. ↑  .   [2017-12-04]. （原始内容存档于2016-03-27）.
22. ↑  .   [2017-12-04]. （原始内容存档于2016-03-25）.
23. ↑  .   [2017-12-04]. （原始内容存档于2016-03-27）.
24. ↑  .   [2017-12-04]. （原始内容存档于2016-03-22）.
25. ↑  .   [2017-12-04]. （原始内容存档于2017-07-30）.
26. ↑  .   [2017-12-04]. （原始内容存档于2018-11-09）.
27. ↑  .   [2020-07-28]. （原始内容存档于2019-05-02）.
28. ↑  .   [2020-07-28]. （原始内容存档于2019-12-03）.
29. ↑  .   [2020-07-28]. （原始内容存档于2020-08-04）.

## 外部連結
- 車站資訊（平井）：東日本旅客鐵道

35°42′23″N 139°50′33″E / 35.70639°N 139.84250°E